# Amblysmenus spinosus
Amblysmenus spinosus là một loài tò vò trong họ Ichneumonidae.